# Risskov Kirke
Risskov Kirke är en kyrka som ligger i förorten Risskov cirka fyra kilometer nordost om centrala Århus på Jylland.

## Kyrkobyggnaden
Från början var byggnaden en villa uppförd år 1922 efter ritningar av arkitekt Vilhelm  Puck. År 1934 skänktes villan till församlingen och byggdes om till kyrka av arkitekt Aksel Skov. Tidigare huvudingång mot öster murades igen, medan sidoingången mot norr bevarades. Vid västra sidan byggdes ett vapenhus med ny huvudingång. Tornet förändrades år 1935 av Aksel Skov. Nuvarande kor byggdes till år 1968. Vid mitten av 1990-talet genomgick kyrkorummet en omfattande renovering.

## Inventarier
- Fönstren har glasmosaiker utförda av Kræsten  Iversen.
- Nuvarande orgel med 31 stämmor är byggd av Marcussen & Søn och invigd år 1978.

## Omgivning
- Omgivande kyrkogård anlades när villan ombyggdes till kyrka. År 1968 utvidgades kyrkogården.